# Violeta Bulc
Violeta Bulc (Ljubljana, 1964. január 24.) szlovén vállalkozó és politikus, 2014. november 1. óta az Európai Bizottság közlekedésért felelős biztosa.
2014. szeptember 19. és november 1. között fejlesztésért, stratégiai projektekért és kohézióért felelős tárca nélküli miniszter volt Miro Cerar balközép kormányában.

## Fordítás
- Ez a szócikk részben vagy egészben a Violeta Bulc című angol Wikipédia-szócikk ezen változatának fordításán alapul.  Az eredeti cikk szerkesztőit annak laptörténete sorolja fel. Ez a jelzés csupán a megfogalmazás eredetét és a szerzői jogokat jelzi, nem szolgál a cikkben szereplő információk forrásmegjelöléseként.